# Amin al-Dżumajjil
Amin al-Dżumajjil, Amin Dżemajel (fr. Amine Gemayel, arab. أمين الجميل; ur. 22 stycznia 1942 w Bikfajji) – libański polityk, Maronita, syn Pierre'a al-Dżumajjila i brat Baszira al-Dżumajjila, prezydent w latach 1982–1988.

## Życiorys
Po ukończeniu studiów zajął się rodzinnym biznesem. W 1969 r. został wybrany do parlamentu. W przeciwieństwie do brata Baszira, uchodzącego za radykała, Amin miał opinię człowieka umiarkowanego i skłonnego do kompromisu.
Po zabójstwie swojego brata 14 września 1982 r., został wybrany na prezydenta Libanu. Jego wybór poparli zarówno chrześcijanie jak i muzułmanie. Jego rządy przypadły na bardzo trudny okres. Północ i wschód kraju okupowały wojska syryjskie, południe – wojska izraelskie, zaś w pozostałej części kraju operowały zbrojne grupy, pozostające poza kontrolą władz centralnych. Jego rząd nie był w stanie pobierać podatków, ponieważ robili to za niego miejscowi watażkowie, kontrolujący porty i większe miasta. Wysiłki al-Dżumajjila, aby osiągnąć kompromis z Izraelem, były torpedowane przez polityków muzułmańskich i Syrię.
W 1988 r., po zakończeniu kadencji, al-Dżumajjil wyjechał z Libanu. Mieszkał w Szwajcarii, Francji i Stanach Zjednoczonych. W tym ostatnim kraju wykładał na Harvardzie i University of Maryland, College Park. W 2000 r. wrócił do Libanu, gdzie zaczął organizować opozycję przeciwko prezydentowi Lahoudowi, którego uważał za marionetkę Syrii.
Ma trójkę dzieci: córkę Nicole i dwóch synów Pierre'a i Samiego. Pierre został zamordowany 21 listopada 2006 r. w Bejrucie.